# Schloss Luberegg

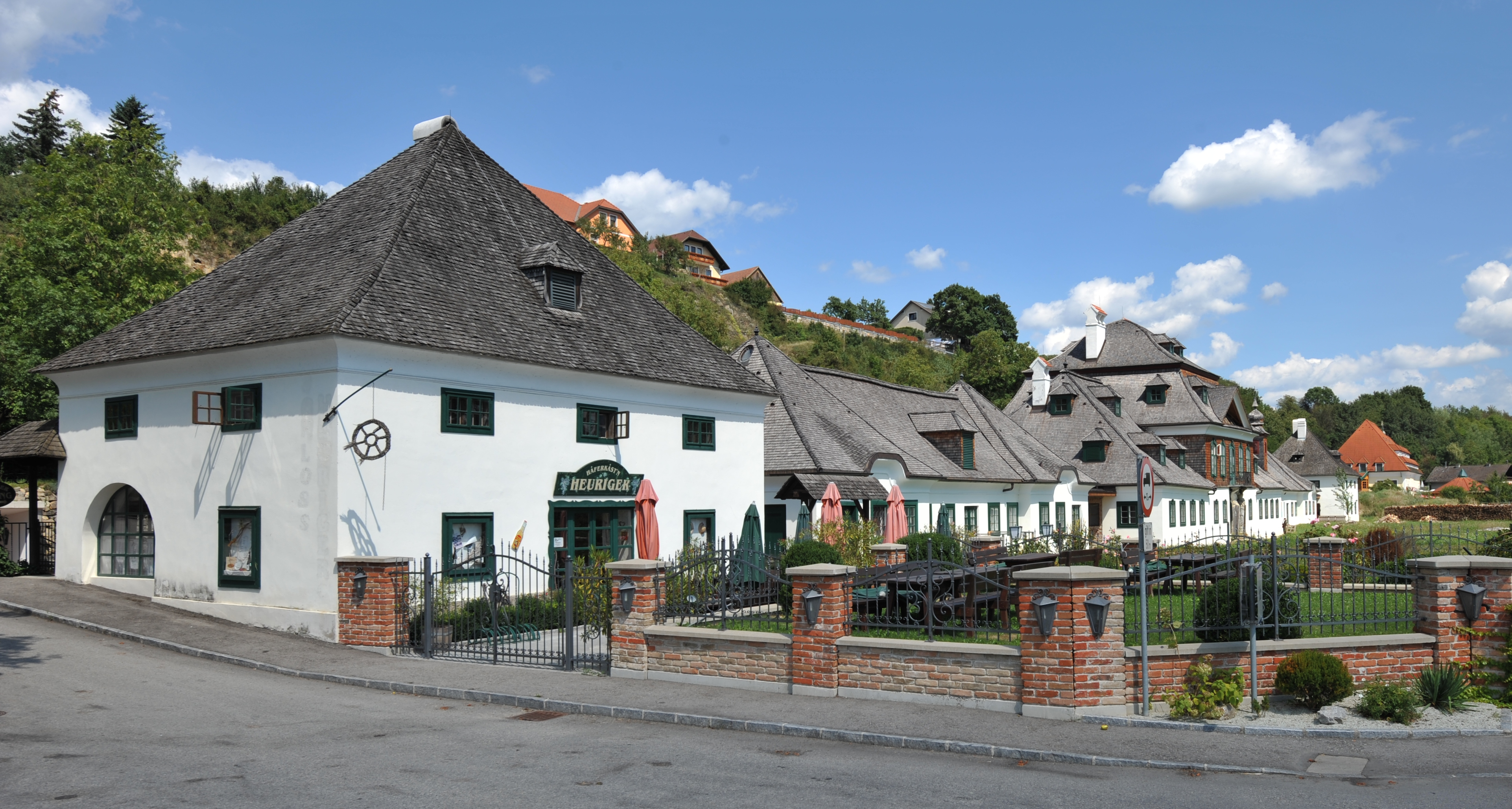
Schloss Luberegg

Schloss Luberegg liegt in St. Georgen bei Emmersdorf im Bezirk Melk in Niederösterreich am linken Ufer der Donau. Die um 1780 von Joseph Weber von Fürnberg errichtete Anlage diente zunächst als Holzschwemme und Poststation, dann als Sitz verschiedener staatlicher Einrichtungen. Kaiser Franz II. nutzte Luberegg zeitweilig als Sommersitz. In jüngerer Vergangenheit war in Luberegg ein Museum eingerichtet und Teile der Anlage sind als Hotel und Gasthof genutzt worden.

## Geschichte

### Die Errichtung des Schlosses
Joseph Freiherr von Fürnberg, der Inhaber der Herrschaft Leiben, war ein umtriebiger Unternehmer des 18. Jahrhunderts, der viel zur wirtschaftlichen Entwicklung des südlichen Waldviertels beitrug. Zu seinen Betrieben zählten unter anderem die Glashütte in Gutenbrunn und die Papierfabrik in Leiben. Am 16. Juli 1774 wurde ihm das Privileg zur Errichtung einer Holzschwemme gewährt, die vom Weinsberger Forst bis Luberegg reichte. An der Mündung des Weitenbaches wurde zeitweilig fast der halbe Bedarf Wiens an Brennholz verladen. Neben dem großen Lagerplatz ließ von Fürnberg zwischen 1774 und 1787 ein hölzernes Landhaus als Verwaltungsgebäude und Sommersitz errichten. Im Erdgeschoß des Hauptgebäudes ließ er eine Wohnung einrichten, im Obergeschoß, zu dem eine große Treppe führt, zu Repräsentationszwecken einen großen Saal mit bemalten Wänden sowie zwei Nebenzimmer. Daneben gab es Stallungen für 24 Pferde, eine Tischlerei sowie Arbeiterwohnungen und ein Gasthaus.
Am Holzlagerplatz standen 24 Boote (Zillen) zum Transport der Hölzer zur Verfügung. 1791 erhielt von Fürnberg auch das Postprivileg für das Waldviertel, Luberegg diente auch als Poststation auf dem Weg nach Pöggstall und weiter nach Budweis.
Nachdem 1795 sein Schuldenstand auf zwei Millionen Gulden gewachsen war, verkaufte von Fürnberg am 17. Oktober 1795 den gesamten Besitz an den Freiherrn von Braun. Braun trat allerdings als Vertreter des kaiserlichen Familienfonds auf.

### Verwaltung durch den Familienfonds
Dieser Familienfonds zur Versorgung der Familienmitglieder wurde von Kaiserin Maria Theresia und Kaiser Joseph II. mit einem Teil des Vermögens von Kaiser Franz I. ins Leben gerufen. Die Generaldirektion des Fonds wurde eine selbständige Behörde, und in Luberegg wurde ein Inspektorat für die Verwaltung der Herrschaften des Familienfonds im südlichen Waldviertel eingerichtet. Die Abnehmer des Holzes waren zum Großteil die Stadt Wien und die Porzellanmanufaktur Augarten.
Neben diesen wirtschaftlichen Aktivitäten wurde das Schloss von 1803 bis 1811 von Kaiser Franz II. als Sommerresidenz genutzt. 1805 wurde es von französischen Soldaten besetzt. 1811 wurde die Holzschwemme eingestellt. Im nahegelegenen Schloss Artstetten sind noch Möbel aus dieser Zeit erhalten.

### Republik Österreich
Der Fonds wurde 1919 zugunsten der Republik Österreich entschädigungslos enteignet. Der Besitz wurde dem Kriegsgeschädigtenfonds übereignet. 1939 ging der Besitz an das Land Österreich. Später wurde es von der Reichsforstverwaltung des Deutschen Reiches übernommen. 1946 ging die Anlage wieder in den Besitz der Republik Österreich über. Bis 1990 wurden die Gebäude von der Verwaltung der Österreichischen Bundesforste genutzt.

#### Nützung 1990 – 2002
Graf Romée de La Poëze d’Harambure (Harambure und La Poeze d’Harambure), der als Eigentümer des nahegelegenen Schlosses Artstetten das dortige Museum führte, beschloss 1990, Luberegg zu erwerben. Mit Hilfe des Denkmalamtes wurde die Anlage renoviert und der Öffentlichkeit zugänglich gemacht. Im Hauptgebäude entstand ein Museum über „Kaiser Franz und seine Zeit“, in der ehemaligen Kapelle eine Ausstellungsfläche, daneben ein Restaurant und im nahegelegenen Herrenhaus einige Wohnungen. Im Zuge der Renovierung wurden die Gebäude durch den Architekten Hans Hoffer miteinander verbunden. Nachdem Luberegg beim schweren Donauhochwasser von 2002 überflutet worden war, mussten die Mauern jahrelang austrocknen. Das Museum ist seither geschlossen.

#### Renovierung und heutige Nutzung
2003 erwarb der Hotelbesitzer Josef Pichler aus Emmersdorf das Anwesen und errichtete 2005 einen Hochwasserschutz. Schloss Luberegg dient seit einigen Jahren schon der Gastronomie, so beherbergt das westliche Eckhaus etwa seit 2003 einen Heurigen. In den Jahren 2007 – 2008 wurde die Dachlandschaft der drei mittleren Gebäude neu mit Lärchenholzschindeln gedeckt und die historische Bausubstanz so für die nächsten Jahre wieder gut geschützt. Zeitgleich wurden auch sämtliche durch das Donauhochwasser 2002 stark beschädigten Fassadenteile erneuert sowie die Fenster in altem Kastenstockstil renoviert. In den Jahren 2016–2019 wurde der Schlossgarten in modern-traditionellem Stil angelegt. Die Renovierung der einzelnen Gebäude selbst erfolgte ab 2017. Im Hauptgebäude wurde dabei in den Erdgeschoßräumlichkeiten ein Restaurantbereich eingerichtet.

#### Brand 4. Mai 2022
Am frühen Nachmittag des 4. Mai 2022 hat ein Feuer, welches im Dachstuhl des östlichsten Gebäudes, dem Heurigen Haferkasten, ausgebrochen ist, diesen bis auf das Gerippe zerstört. Es waren 5 Feuerwehren und 80 Personen im Einsatz, um den Brand zu bekämpfen. Es kam zu keinen Personenschäden.

## Baubeschreibung

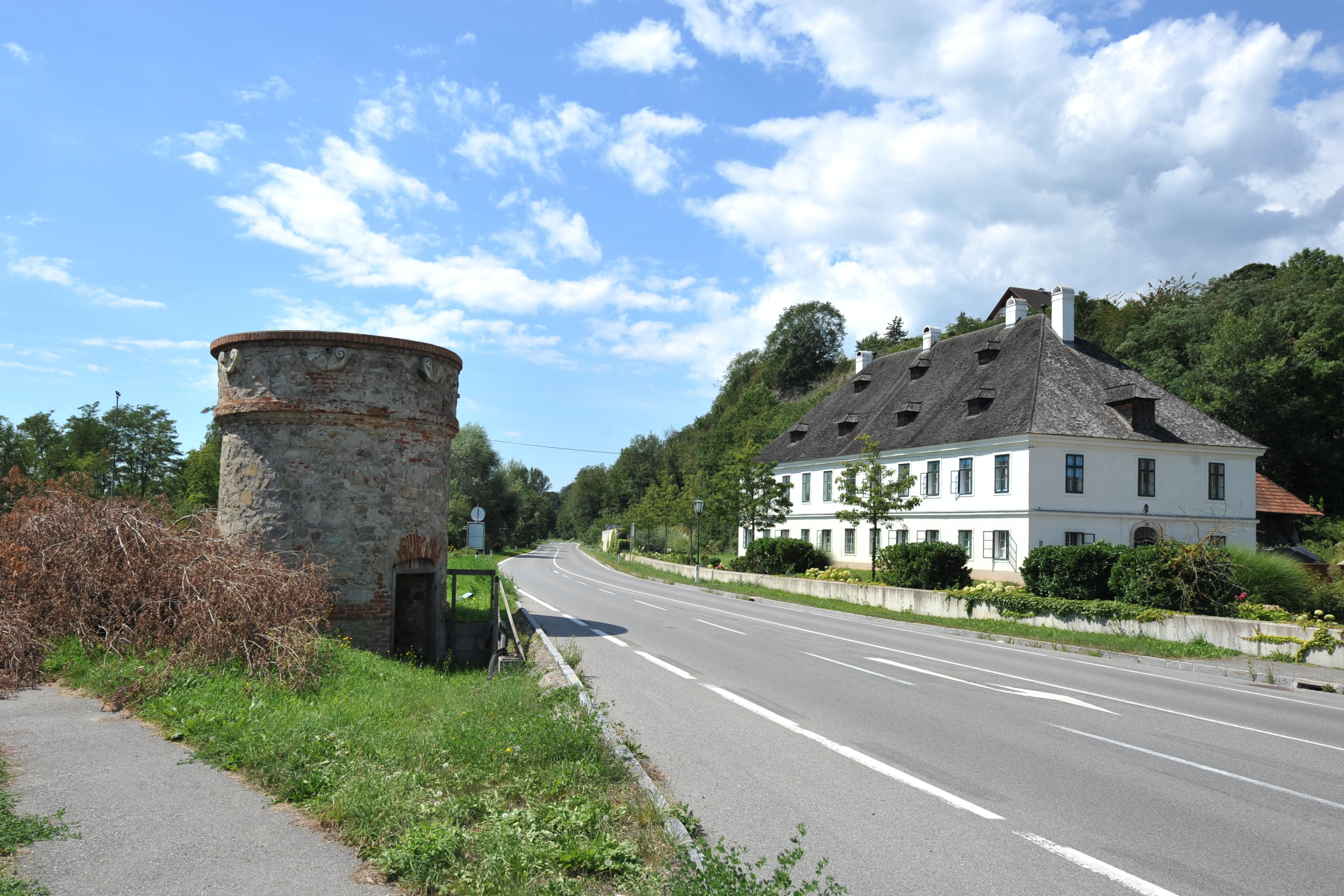
Beleuchtungsturm, Bundesstraße, Wirtschaftsgebäude

Die langgestreckte Schlossanlage ist für ein kaiserliches Sommerschloss sehr bescheiden gehalten. Die fast hundert Meter lange Gebäudezeile besteht aus fünf nebeneinander angeordneten frühklassizistischen kubischen Bauten. Das Haupthaus besitzt zwölf Achsen und ist lediglich im Mittelteil zweigeschoßig. Rechts und links schließen sich langgestreckte Gebäude an, an deren Ende jeweils ein dreiachsiges Eckhaus angebaut ist. Die Fassaden sind unverziert, die Dächer mit grauen Holzschindeln gedeckt. Am Haupteingang in der Mittelachse befinden sich zwei freistehende Hermen, die einen Balkon mit schmiedeeisernem Gitter tragen.
Dieser etwa west-ost-verlaufenden Zeile südseitig vorgelagert liegt ein etwa 20 m breiter Grünstreifen, teilweise noch mit Parkwegen gestaltet, teilweise heute als Gastgarten umzäunt. Dem Zaun entlang führt die Bundesstraße 3. Der Flucht der Gebäudezeile folgt in etwa 100 m Seitenabstand westwärts, bei Frontalansicht also links, das zweigeschoßige etwa 30 m lange Wirtschaftsgebäude.
Landmarken bilden flussseitig der Gebäudeflucht etwa 20 m vorgelagert zwei gedrungen-zylindrische aus Stein gemauerte Türme. Sie sind dachlos, gut 6 m hoch bei 4 m Durchmesser und weisen je eine Türöffnung auf. Einer steht 70 m westlich der Hauszeile und südlich knapp an der B3, der andere 50 m östlich, jedoch nördlich der Straße. Vor Errichtung dieser Straße waren beide ehemals holzverkleideten Türme baulich mit dem Schloss verbunden. Sie dienten mit oben brennenden Feuern hauptsächlich zur Beleuchtung des nächtlichen Verladens von getriftetem Holz auf Schiffe am nahen Donauufer, sind also Beleuchtungstürme. Aber auch der Schiffsverkehr orientierte sich an den Feuern.